# Fornjot (luna)
Fornjot je retrogradni naravni satelit Saturna iz Nordijske skupine.

## Odkritje in imenovanje
Luno Fornjot so odkrili  Scott S. Sheppard, David C. Jewitt, Jan Kleyna, in Brian G. Marsden 4. maja 2005 na posnetkih, ki so jih naredili med 12. decembrom 2004 in 11. marcem 2005.  Njeno začasno ime je bilo S/2004 S 8. Uradno ime je dobila leta 2007 po viharnem velikanu Fornjotu  iz nordijske mitologije